# Der tolle Käfer in der Rallye Monte Carlo
Der tolle Käfer in der Rallye Monte Carlo (alternativ auch Ein toller Käfer in der Rallye Monte Carlo, original Herbie Goes to Monte Carlo) ist ein US-amerikanischer Spielfilm aus dem Jahr 1977 mit dem Wunderkäfer Herbie im Mittelpunkt. Nach Ein toller Käfer von 1968 und Herbie groß in Fahrt von 1974 ist Der tolle Käfer in der Rallye Monte Carlo der dritte Film der Herbie-Reihe.

## Handlung
Rennfahrer Jim Douglas und sein Mechaniker Wheeley Applegate nehmen mit ihrem VW Käfer Herbie am Trans-France Race von Paris nach Monte Carlo teil. Dort „verliebt“ sich Herbie in Giselle, einen Lancia Scorpion, der Rallye-Teilnehmerin Diane Darcy; das erste Aufeinandertreffen von Jim und Diane fällt schroff aus. Jims und Wheeleys härteste Konkurrenten sind der Deutsche Bruno von Stickle, Fahrer eines Porsche 917, sowie der Franzose Claude Gilbert, der mit einem De Tomaso Pantera antritt.
Während sich zwischen Herbie und Giselle Liebe auf den ersten Blick entwickelt, reagiert Diane zunächst abweisend auf Jim. Beide finden erst am Ende des Rennens zueinander, als Herbie Dianes Wagen aus einem Teich zieht.
Zeitgleich stehlen die Juwelendiebe Max und Quincey den Stein Etoile de Joie und verstecken ihn in Herbies Benzintank; Inspektor Bouchet und sein Assistent, Detective Fontenoy, nehmen die Ermittlungen auf. Der Stein taucht wieder auf, als Wheeley während des Rennens ein verdächtiges Klopfen aus dem Benzintank auffällt; es stellt sich heraus, dass Inspektor Bouchet Kopf des Diamantenraubes war.

## Kritiken
„Ideenarmer Aufguß des Erfolgsfilms ‚Ein toller Käfer‘; nur mäßig unterhaltsam.“